# Antonio Masini
Antonio Masini, noto anche come Antonio di Paolo Masini (Castelfranco Emilia, 1599 – Bologna, 4 febbraio 1691), è stato un letterato italiano.
Nel 1650 diede alle stampe Bologna perlustrata, ottima guida di Bologna a carattere storico-religioso.
Nel 1690 completò una nuova versione della Bologna perlustrata detta con Aggiunte, che rappresenta la prima fonte biografica nota di artiste quali Anna Teresa Messieri, Angela Cantelli Cavazza, Maria Oriana Galli da Bibbiena, Camilla Lauteri e Lucrezia Scarfaglia.